# Barrio marroquí de Jerusalén

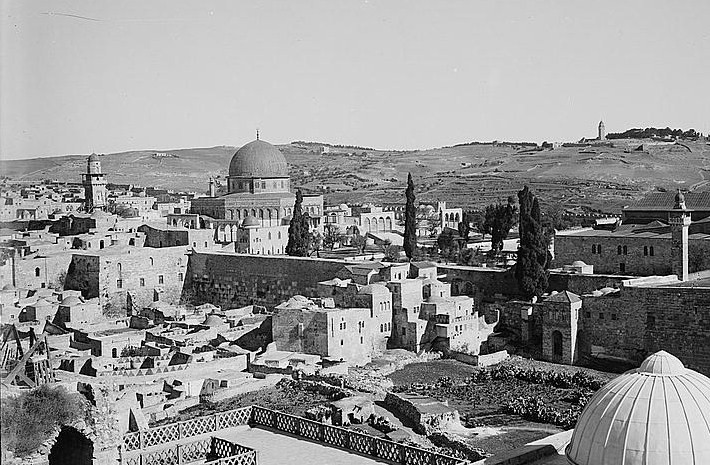
El Barrio marroquí en algún momento entre 1898 y 1946.

El barrio marroquí (árabe حارَة المَغارِبة Hārat al-Maghāriba) fue un barrio de 800 años de antigüedad que formaba parte de la Ciudad Vieja de Jerusalén. Llegaba hasta el muro occidental del Monte del Templo al este (incluyendo el Muro de las Lamentaciones), y hasta los muros de la Ciudad Vieja al sur, y lindaba con el Barrio judío al oeste y con el Barrio musulmán al norte.
Tenía varias escuelas e instituciones religiosas. Era el quinto y más pequeño barrio de la antigua Jerusalén, y fue demolido por completo en 1967 por el gobierno israelí a fin de facilitar el acceso público al Muro de las Lamentaciones. En el siglo XXI, la mayor parte de su superficie ha sido absorbida por el Barrio judío y no queda prácticamente ninguna huella de su existencia.

## Orígenes
Según relata el historiador del siglo XV, Mujir al-Din al-'Ulaymi, el Barrio Marroquí fue creado en 1193 por el hijo de Saladino, al-Malik al-Afdal, como un waqf dedicado a los marroquíes; allí fundó una escuela, la Afdaliyyah. Más adelante, varios donantes marroquíes lo extendieron gracias a varios waqfs: en 1303, Umar ibn Abdullah ibn Abdun-Nabi al-Masmudi al-Mujarrad aportó una donación para crear una zaouia (escuela religiosa) en beneficio de los marroquíes que residían en el barrio, y en 1320 Shuayb ibn Muhammad ibn Shuayb, nieto del sufí andalusí Abu Madyan, donó fondos procedentes de sus tierras de Ein Karem, en las afueras de Jerusalén. En 1352, el mismo rey marínida Uthman I estableció un waqf más pequeño, un Corán donado a la mezquita de Al-Aqsa, con un representante suyo que debía asegurarse de que fuese leído con cierta frecuencia.

## Historia

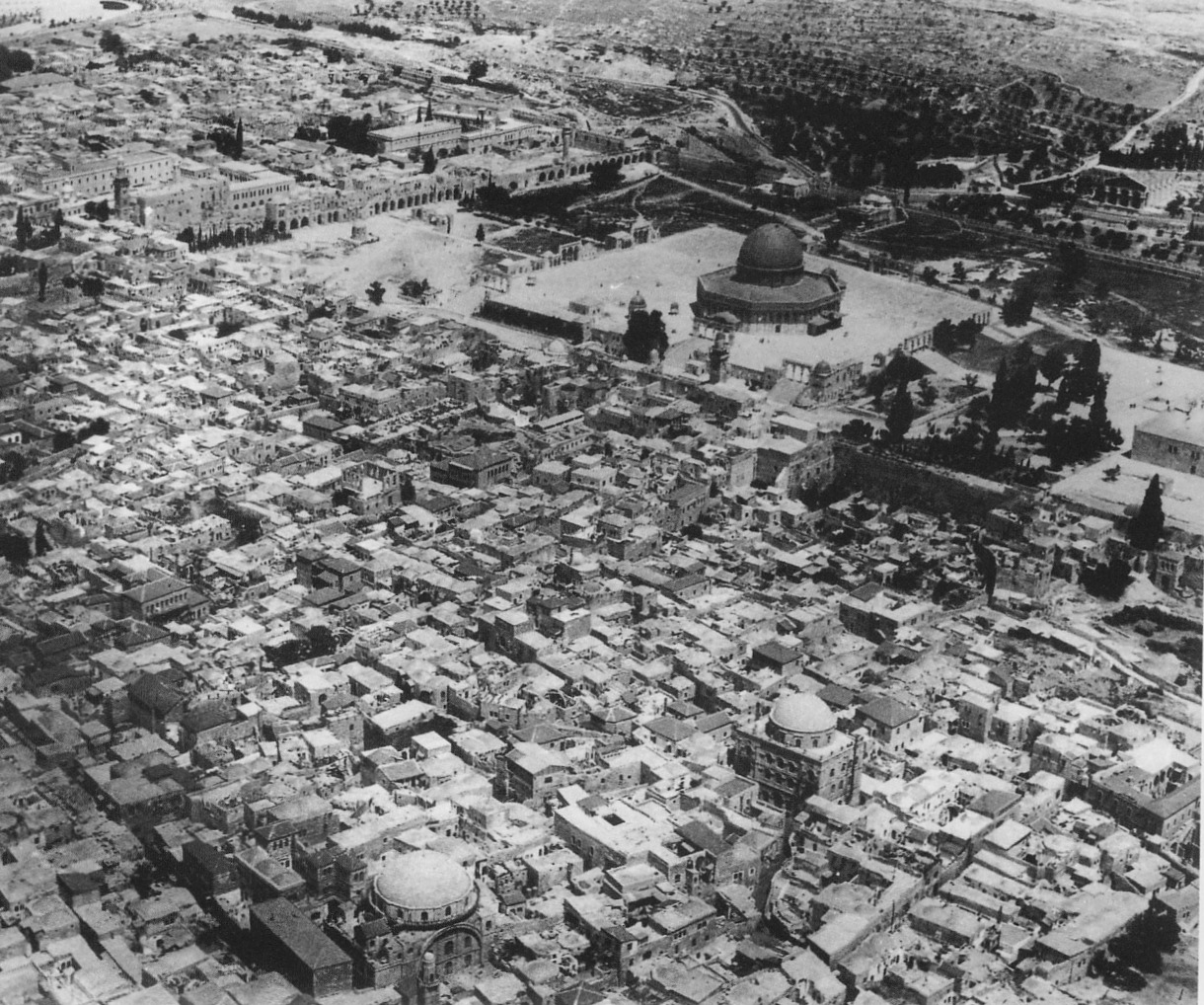
El Barrio Judío y el Barrio Marroquí en los primeros años del.

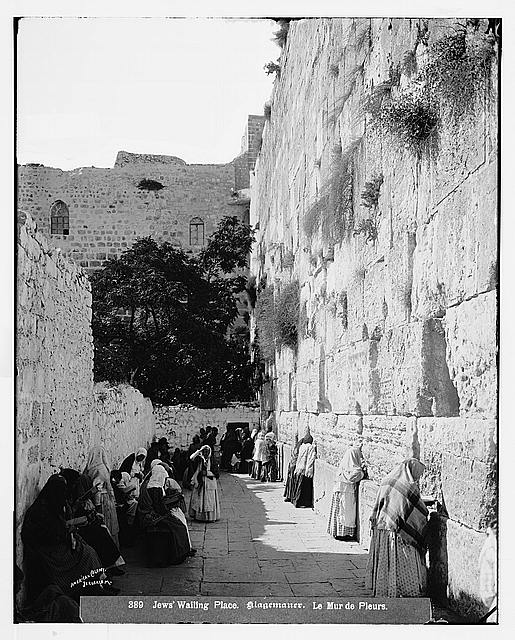
El callejón que separaba el Barrio Marroquí del Muro de las Lamentaciones, entre 1898 y 1914.

El barrio fue dotado y habitado mayoritariamente por personas de ascendencia mugrabí que perpetuaban su cultura a través de su gastronomía, su vestimenta y sus tradiciones. Con el paso de los siglos, perdieron sus particularidades para integrarse en la sociedad palestina, sin que se pudiera diferenciarles en el siglo XX. Solo les unía sus remotos orígenes magrebíes. Con el tiempo, un pequeño número de escuelas, instituciones científicas y mezquitas fueron establecidas, y allí se alojaban sacerdotes musulmanes que servían en la Mezquita de Al-Aqsa. Las oficinas del Gran muftí de Jerusalén se encontraban en el Barrio Marroquí. Yasser Arafat vivió en el barrio de 1933 a 1936.
Pero lo que iba a determinar el futuro del Barrio Marroquí era su emplazamiento. Sus casas llegaban a solo cuatro metros del Muro de las Lamentaciones, un resto del Segundo Templo e importante destino de peregrinaciones de los judíos. El acceso al Muro se hacía por un callejón desde la calle King David, lo que creaba a veces tensiones entre los residentes y los visitantes judíos, que reclamaban un acceso más espacioso y que se quejaban de los cantos de los almuecines y del ruido de los ritos musulmanes que se organizaban en un patio cercano. Con el auge del sionismo moderno, esas tensiones se agudizaron.
En 1887, el barón Edmond James de Rothschild planeó comprar el Barrio Marroquí para demolerlo "en honor y mérito del pueblo judío". La compra-venta fue valorada y aprobada por el gobernador otomano de Jerusalén, Rauf Pasha, y el gran muftí de Jerusalén, Mohammed Tahir Husseini. Aunque la operación gozara ya de la autorización de las más altas autoridades civiles y religiosas, el proyecto fue apartado porque no se autorizó la construcción de edificios en el área despejada por las demoliciones, solo plantar árboles. Además, los judíos no habrían tenido pleno control, por lo que no habrían podido prohibir las actividades de los habitantes de la zona que habrían molestado a los fieles, como transitar con mulas. Otros autores atribuyen el fracaso del proyecto a disensiones internas entre los judíos sobre las posibles reacciones adversas que la operación habría suscitado entre los árabes.
En los dos primeros meses que siguieron la entrada del imperio otomano en la Primera Guerra Mundial, el gobernador turco de Jerusalén, Zakey Bey, propuso vender el Barrio Marroquí, que constaba de 25 casas, a los judíos para ampliar el área donde rezaban. Pidió una suma de 20.000 £ que se utilizaría para realojar a las familias musulmanas y crear un jardín público delante del muro. Pero los judíos no tenían fondos suficientes.
En 1918, el líder judío Chaim Weizmann envió una carta al ministerio de Exteriores británico, pidiendo que se eliminara el barrio y que el muro se convirtiera en una propiedad judía. Pero los británicos mantuvieron el statu quo ante, y el muro y el Barrio Marroquí siguieron siendo una propiedad waqf, a la vez que los judíos mantenían su derecho a visitarlo. Después de las disturbios palestinos de 1929, el Reino Unido nombró una comisión, con el consentimiento de las Naciones Unidas, para solucionar el problema. La comisión reafirmó el statu quo, si bien puso algunas restricciones a las actividades que podían desarrollarse en el área: prohibir a los judíos los rezos del Yom Kippur, que implicaban tocar el shofar, y a los musulmanes realizar la ceremonia del Dhikr cerca del Muro o causar molestias a los judíos.
Durante la guerra árabe-israelí de 1948, las fuerzas árabes e israelíes lucharon en la zona hasta que estos últimos fueron vencidos y expulsados junto con 1.500 civiles judíos que residían en el vecino Barrio Judío. Después de haber sufrido severos destrozos por los combates, el barrio, al igual que toda la Ciudad Vieja, pasó a depender de Jordania que la anexionó junto con Cisjordania en 1950.

## Demolición

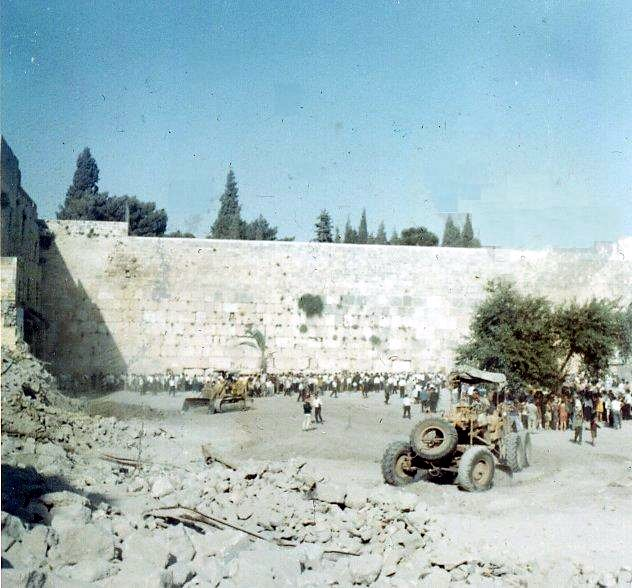
Despejando la plaza del Muro de las Lamentaciones en julio de 1967.

Tres días después de que Israel capturase la Ciudad Vieja durante la Guerra de los Seis Días, en la tarde del 10 de junio de 1967, los 650 habitantes del Barrio Marroquí fueron obligados a abandonar sus casas con solo tres horas de antelación. Los obreros empezaron aquella misma noche a derrumbar el barrio que consistía en 135 casas, la mezquita al-Buraq, la zaouia Bou Medyan y otros edificios, con excepción de una mezquita y una zaouia que fueron destruidas dos años más tarde. La mezquita Sheikh Eid, una de las pocas mezquitas existentes de la época de Saladino, fue también destruida. Algunos habitantes se negaron a marcharse hasta que sus casas empezaron a ser derrumbadas, y una anciana murió sepultada bajo los escombros de su casa.
Las demoliciones fueron ordenadas por el alcalde de Jerusalén, Teddy Kollek, que relató los acontecimientos en su autobiografía en 1978. En una carta dirigida a las Naciones Unidas, el gobierno israelí afirmó que los motivos por los que se había destruido el barrio era que el gobierno jordano había convertido la zona en un barrio de chabolas ("slum area"). La premura con la que se había procedido a arrasar el barrio se explicó por el alto número de peregrinos judíos que se esperaban, los cuales iban a poder rezar en el Muro por primera vez en 19 años.
Casi un año más tarde, el 18 de abril de 1968, el ministerio israelí del Tesoro expropió oficialmente el área junto con el Barrio Judío, para destinarla a uso público, y ofreció 200 dinares a cada familia desplazada.
Tras la demolición del Barrio Marroquí, la parte del Muro de las Lamentaciones dedicada a rezos fue extendida hacia el sur, doblándose su longitud de 28 a 60 metros, mientras que el espacio original frente al muro se ampliaba de 4 a 40 metros: el área pequeña de 120 m² delante del Muro se convirtió en una explanada (la Western Wall Plaza) que cubre los 20.000 m² del desaparecido Barrio Marroquí, cuyo emplazamiento es utilizado como sinagoga al aire libre.